# Gran Premio di San Paolo 2022
Il Gran Premio di San Paolo 2022 è stata la ventunesima prova della stagione 2022 del campionato mondiale di Formula 1. La gara si è corsa domenica 13 novembre sul circuito di Interlagos, a San Paolo del Brasile, ed è stata vinta dal britannico George Russell su Mercedes, al primo successo in carriera; Russell ha preceduto sotto la bandiera a scacchi il compagno di squadra, il connazionale Lewis Hamilton, e lo spagnolo Carlos Sainz Jr. su Ferrari.
All'intero weekend di gara hanno assistito 236 000 spettatori, allora nuovo record per il Gran Premio di San Paolo sul circuito di Interlagos. Il precedente primato apparteneva all'edizione precedente e inaugurale del 2021, caratterizzata da una presenza di 181 000 spettatori nel fine settimana.

## Vigilia

### Aspetti tecnici
Per questo Gran Premio la Pirelli, fornitore unico degli pneumatici, offre la scelta tra gomme di mescola C2, C3 e C4, la tipologia di pneumatici che caratterizza la gamma centrale del genere di coperture messe a disposizione dall'azienda italiana, la stessa scelta utilizzata nel precedente Gran Premio di Città del Messico. Come nell'edizione inaugurale del 2021 del Gran Premio, l'azienda italiana nomina la stessa tipologia. È la decima e ultima volta durante il campionato che il fornitore unico degli pneumatici nomina questa tipologia. Allo stesso tempo viene annunciata anche la tipologia di pneumatici utilizzabile per la ventiduesima e ultima prova del campionato, il Gran Premio di Abu Dhabi, in programma la settimana seguente il 20 novembre.
La Federazione conferma le due zone per l'utilizzo del Drag Reduction System stabilite nella prima edizione della corsa quando, con tale denominazione, il Gran Premio debuttò nel calendario del campionato mondiale di Formula 1. Sul circuito sede della gara, l'Autodromo José Carlos Pace, in passato tracciato ospitante di trentasette edizioni valide per il mondiale di Formula 1 del Gran Premio del Brasile, vengono fissate due zone per l'utilizzo del dispositivo mobile fin dalla prima edizione della gara. La prima zona è fissata tra la curva 3 e la curva 4, con rilevazione del distacco fra piloti posto all'apice della curva 2. La seconda zona è posta sul rettilineo principale e il detection point è stabilito dopo la curva 13.
Il circuito, rispetto all'edizione precedente, è oggetto di alcune modifiche. Alla fine della via di fuga alla curva 1 una sezione di barriera in calcestruzzo modulare, insieme a una barriera di pneumatici, sono state installate. All'apice della curva 6 e della curva 7 una striscia di cemento erboso è stata installata. Tra le due curve, sul lato sinistro, un nuovo guard rail è stato installato nella via di fuga. Alla curva 7 è stata eseguita una piccola riparazione della superficie. A seguito della creazione di una nuova area dedicata agli spettatori tra la curva 10 e la curva 14, nuovi guard rails e recinzioni sono state installate. Sul rettilineo principale due nuovi cancelli davanti al garage numero 7 sono stati aggiunti. Sul lato destro nuove scanalature superficiali sono state eliminate per mitigare l'aquaplaning. Il pannello luminoso numero 16 posto sulla destra alla curva 15, viene leggermente spostato più avanti.
La Federazione rende noto che al termine della gara del precedente Gran Premio di Città del Messico, tra le dieci squadre è stata sorteggiata quella austriaca della Red Bull Racing per le verifiche tecniche. Le ispezioni hanno riguardato il sistema pit stop, ovvero pistole a ruota, jack anteriori e posteriori, sistema dello pneumatico, semaforo, hardware di controllo e software, e sensori e telai. Tutti i componenti ispezionati sono risultati essere conformi al regolamento tecnico.
Nella giornata del giovedì, la Williams utilizza uno dei sei coprifuochi concessi durante la stagione per effettuare le operazioni sulle proprie vetture. La scuderia britannica non riceve sanzioni. Prima dell'inizio della sessione di prove libere del venerdì, sulla vettura di Valtteri Bottas e Zhou Guanyu viene installata l'ottava unità relativa all'impianto di scarico. Entrambi i piloti dell'Alfa Romeo non sono penalizzati sulla griglia di partenza in quanto i nuovi componenti installati rientrano tra quelli utilizzabili nel numero massimo stabilito dal regolamento tecnico. Sulla vettura di Carlos Sainz Jr. viene installata la sesta unità relativa al motore a combustione interna e l'ottava unità relativa all'impianto di scarico. Il pilota spagnolo della Ferrari è penalizzato di cinque posizioni sulla griglia di partenza in quanto il primo nuovo componente installato supera quelli utilizzabili nel numero massimo stabilito dal regolamento tecnico. La direzione gara cancella l'incontro con i piloti, programmato un'ora dopo la disputa della sessione di libere.

### Aspetti sportivi
Il Gran Premio rappresenta il ventunesimo appuntamento stagionale a distanza di due settimane dalla disputa del Gran Premio di Città del Messico, ventesima gara del campionato. Dopo la disputa della precedente gara a Città del Messico, il mondiale resta nuovamente in America per la tenuta della quinta e ultima prova del campionato prevista in questo continente, dopo la prima edizione del Gran Premio di Miami, quello del Canada, quello degli Stati Uniti d'America e il precedente di Città del Messico. A differenza di quest'ultimi tre Gran Premi è però l'unico calendarizzato a disputarsi nella zona meridionale, l'unico fra tutti gli appuntamenti del mondiale a tenersi in questa parte di continente. È la prima di due prove, insieme al successivo Gran Premio di Abu Dhabi, ultima gara del campionato, a disputarsi nel mese di novembre, la decima della seconda parte di stagione, e l'ottava gara dopo la pausa estiva obbligatoria della durata di tre settimane, nonché la penultima del campionato composto dal numero record di ventidue appuntamenti, come nella precedente stagione. Il contratto per la disputa del Gran Premio di San Paolo nel calendario del campionato mondiale di Formula 1, sempre all'Autodromo José Carlos Pace, ha una valenza fino alla stagione 2025. Per la seconda edizione consecutiva della gara, dopo quella inaugurale del 2021, il Gran Premio è sponsorizzato dall'azienda olandese produttrice di birra Heineken. A questa edizione assistono 236 000 spettatori nel corso del weekend di gara, il quale rappresenta il record assoluto per il Gran Premio. Il precedente primato apparteneva all'edizione precedente e inaugurale del 2021, caratterizzata da una presenza di 181 000 spettatori nel fine settimana.
Presente nel calendario del campionato mondiale di Formula 1 fin dalla precedente stagione, il Gran Premio di San Paolo vede la disputa della sua seconda edizione. La denominazione del Gran Premio, nella lingua locale in portoghese Grande Prêmio de São Paulo, rappresentò la cinquantesima diversa denominazione utilizzata dalla Federazione per un Gran Premio nel calendario del mondiale. L'Autodromo José Carlos Pace, sede della gara, è già stato oggetto, su cinque diverse configurazioni, di trentasette edizioni valide per il campionato mondiale di Formula 1 del Gran Premio del Brasile, corse dal 1973 al 1977, nel 1979 e nel 1980, e dal 1990 al 2019. Fin dalla prima edizione di questa gara, la configurazione usata del tracciato è quella introdotta nel 1999. Il circuito brasiliano è al settimo posto fra tutti quelli utilizzati nel calendario per maggior numero di edizioni disputate di un Gran Premio nella storia della categoria, oltre a essere il terzo più corto del mondiale, dietro al circuito di Monaco, sede del Gran Premio omonimo, e all'Autodromo Hermanos Rodríguez, sede del Gran Premio di Città del Messico. Il Brasile rientra tra diverse nazioni ad aver ospitato almeno due Gran Premi sul proprio territorio, oltre a quello omonimo, al decimo posto tra le nazioni per maggior numero di gare ospitate sul proprio territorio nella storia del mondiale. È il cinquantesimo Gran Premio della storia a disputarsi nel Paese dopo il debutto avvenuto nella stagione 1972, prova non valida per il campionato mondiale.
Il Gran Premio di San Paolo viene scelto, per la seconda stagione consecutiva, come il terzo e ultimo evento, su in totale tre in programma per questo campionato, insieme al Gran Premio dell'Emilia-Romagna corso a inizio aprile e il Gran Premio d'Austria disputato a inizio luglio, dove il weekend di gara è caratterizzato dal format della Sprint, una gara di 100 km con scelta libera a livello di mescole di gomme e senza necessità di effettuare pit stop il cui risultato determina la griglia di partenza del Gran Premio. È il sesto Gran Premio complessivo della categoria fin da quando la Sprint, introdotta nella precedente stagione sotto la denominazione di Qualifica Sprint, a essere oggetto di questa sessione. Il Gran Premio viene scelto come appuntamento in cui il weekend di gara è caratterizzato dal formato della Sprint per la seconda stagione di fila, l'unica gara presente nel calendario del campionato mondiale ad essere selezionata per due stagioni consecutive dove utilizzare questa sessione. La Federazione, Liberty Media e i team prima dell'inizio del campionato raggiungono un accordo per aumentare il numero dei Gran Premi dove utilizzare il format della Qualifica Sprint, sperimentato nel 2021 nei Gran Premi di Gran Bretagna, Italia e San Paolo. Vengono proposti sei Gran Premi in totale, rispetto ai tre stabiliti nel campionato precedente. I Gran Premi scelti sono quelli di Bahrein, Emilia-Romagna, Canada, Austria, Olanda e San Paolo. Successivamente, dopo il veto dei top team alle sei prove, i quali chiedevano un incremento di spesa sul limite del budget cap, il promotore del campionato propone il dimezzamento delle gare precedentemente proposte, senza però trovare un accordo, il quale viene discusso nella F1 Commission di metà febbraio.
Il nome del format viene cambiato in Sprint e vengono ufficializzati tre Gran Premi dove esso prende luogo, quelli di Emilia-Romagna, Austria e San Paolo. Il sistema di punteggio da attribuire durante la Sprint, sempre valevole per le classifiche piloti e costruttori, viene modificato e comprende adesso i primi otto classificati, i quali nell'ordine ricevono 8, 7, 6, 5, 4, 3, 2 e 1 punto. Nel precedente sistema di punteggio solo i primi tre piloti classificati ottenevano punti, nell'ordine tre al primo, due al secondo e uno al terzo. Sempre a differenza del 2021, al vincitore della Sprint, che guadagna il diritto di partire dalla prima piazzola in gara, non è assegnata la pole position del Gran Premio, che quindi spetta al pilota più rapido in qualifica. Il weekend di gara di questo Gran Premio dove viene utilizzato il format della Sprint non varia rispetto al precedente campionato, prevedendo al primo pomeriggio di venerdì la prima sessione di prove libere, seguita dalle qualifiche che si disputano al tardi pomeriggio, cui stabiliscono la griglia di partenza della Sprint; al sabato mattina è prevista la seconda sessione di prove libere, seguita dalla Sprint al pomeriggio contraddistinta da una distanza di gara di 24 giri o massimo 60 minuti secondo regolamento, cui determina la griglia di partenza del Gran Premio; la gara è come di consueto programmata la domenica pomeriggio. Il pilota due volte campione del mondo della Red Bull Racing, l'olandese Max Verstappen è quello con il maggior numero di successi durante una Sprint fin dal debutto di questa sessione nella precedente stagione, avendo vinto quella inaugurale del Gran Premio di Gran Bretagna 2021 e le prime due di questa stagione, oggetto del Gran Premio dell'Emilia-Romagna e del Gran Premio d'Austria. L'altro pilota vincitore di questa sessione è stato il finlandese dell'Alfa Romeo Valtteri Bottas, trionfante in quella del Gran Premio d'Italia 2021 e in quella dell'edizione precedente di questo Gran Premio.
La disputa di questa edizione viene messa in dubbio nelle settimane precedenti. All'indomani delle elezioni generali brasiliane, è stata sollevata la preoccupazione per la sicurezza a causa dei disordini nel Paese. Alcuni cittadini sono scesi per le strade per protestare contro i risultati elettorali che hanno provocato l'interruzione delle attività nel Paese. Alcuni camion logistici in rotta verso l'Autodromo José Carlos Pace, sede della gara, dall'aeroporto di Campinas-Viracopos, sono stati bloccati sull'autostrada dai manifestanti. L'instabilità politica in Brasile ha sollevato la questione se la Federazione decide di annullare la gara o se essa si svolge come previsto. L'organo mondiale dell'automobilismo e Liberty Media monitorano la situazione per decidere il destino della gara e hanno in programma di rilasciare una decisione finale dodici giorni prima dell'inizio dell'evento. La Formula 1 interviene assicurando che il weekend di gara si tiene normalmente. L'evento viene poi svolto senza problemi.
Il pilota cinese dell'Alfa Romeo, Zhou Guanyu, corre per la prima volta in carriera all'Autodromo José Carlos Pace, mentre quello danese della Haas, Kevin Magnussen, disputa il centesimo Gran Premio con la scuderia statunitense. L'altro della scuderia svizzera, il finlandese Valtteri Bottas, annuncia la partecipazione alla Race of Champions in programma il 28 e 29 gennaio 2023 in Svezia, dopo che il debutto nell'evento era stato inizialmente programmato per l'edizione di quest'anno. La Formula 2 e la Formula 3, categorie di supporto a quella principale della Formula 1, annunciano il calendario della prossima stagione. La Formula 2 sarà oggetto di quattordici corse, mentre la Formula 3 di dieci, segnando un nuovo record per numero di appuntamenti previsti. Le categorie correranno per la prima volta in tre continenti, così come entrambe nel Gran Premio d'Australia. La scuderia britannica Aston Martin rende noto che il campione di quest'anno di Formula E e di riserva del costruttore tedesco Mercedes, il belga Stoffel Vandoorne, diviene pilota di riserva per il campionato successivo, affiancando il brasiliano Felipe Drugovich, campione di Formula 2 in questa stagione. Drugovich ottiene le credenziali per partecipare alla prima sessione di prove libere del venerdì del successivo Gran Premio di Abu Dhabi dopo aver guidato per oltre 300 km con la vettura 2021 dell'Aston Martin sul circuito di Silverstone la settimana precedente. La Mercedes annuncia a sua volta che il pilota danese Frederik Vesti, membro del suo Junior Team dal 2021, viene scelto dal costruttore per svolgere i test dedicati ai giovani piloti in programma sul circuito di Yas Marina, sede del Gran Premio di Abu Dhabi, ultimo appuntamento del campionato. Anche Oscar Piastri, campione di Formula 2 del 2019 e riserva dell'Alpine, insieme al pilota francese dell'AlphaTauri, Pierre Gasly, prenderanno parte allo stesso test rispettivamente per la McLaren e per il costruttore francese, squadre del campionato successivo. Il costruttore tedesco sospende l'accordo di sponsorizzazione con la compagnia bahamense FTX, attiva nello scambio delle criptovalute, colpita dalla crisi. I loghi della società vengono rimossi dalle vetture a partire da questa gara. Il pilota britannico della scuderia, Lewis Hamilton, riceve la cittadinanza onoraria del Brasile. Hamilton corre il trecentonovesimo Gran Premio in carriera, superando il tedesco Michael Schumacher con 308 partecipazioni e eguagliando le gare del connazionale Jenson Button, al quarto posto generale nella storia della categoria, dietro al brasiliano Rubens Barrichello con 326, al finlandese Kimi Räikkönen con 353 e allo spagnolo dell'Alpine Fernando Alonso con 357. La scuderia austriaca Red Bull Racing rende noto che a seguito alla scomparsa del fondatore Dietrich Mateschitz avvenuta nelle settimane precedenti, viene designato il tedesco Oliver Mintzlaff a gestire l'area sportiva. L'ex amministratore delegato della società di calcio del RB Lipsia sarà a capo di tutti i team legati al brand austriaco, compresi quelli del costruttore italiano AlphaTauri. Gli altri due manager che saranno al vertice saranno Franz Watzlawick e Alexander Kirchmayr. Chi invece farà un passo indietro è Mark Mateschitz, il figlio di Dietric. Egli ha infatti rassegnato le dimissioni dal suo ruolo di Head of Organics. Il pilota del Junior Team della squadra di Milton Keynes e di Formula 2 per la squadra italiana Prema Racing, il norvegese Dennis Hauger, passa alla squadra olandese MP Motorsport per il campionato successivo. Il pilota di Formula 2 per il team ceco Charouz Racing System, il brasiliano Enzo Fittipaldi, entra a far parte del Red Bull Junior Team. Liberty Media pubblica i bilanci della categoria, emergendo come la Formula 1 abbia registrato un segno positivo sia alla voce ricavi che a quella guadagni. Rispetto al periodo luglio-settembre 2021, nell’analogo trimestre del 2022 la categoria ha totalizzato 47 milioni di dollari in più di ricavi e due milioni di dollari in più di guadagni. Nello specifico, i ricavi complessivi sono passati da 668 a 715 milioni di dollari (+7%), l’utile operativo è aumentato da 80 a 82 milioni di dollari (+2%). I team hanno condiviso pagamenti per 370 milioni di dollari, in aumento rispetto ai 338 milioni di dollari del 2021. Gli introiti derivanti dalle promozioni delle gare sono risultati leggermente in calo, attribuiti principalmente alla presenza del Gran Premio di Francia a luglio quando l'anno prima si tenne a giugno, e l’assenza del più redditizio Gran Premio di Russia, annullato a causa invasione russa dell'Ucraina. La categoria promuove la britannica Isabelle Stewart nel ruolo di responsabile dei contenuti digitali. La Pirelli rende noto che gli pneumatici del campionato successivo saranno irrobustiti al fine di scendere di pressione garantendo un maggior grip dalla gomma, influenzando allo stesso tempo il bilanciamento della monoposto, dopo i test dedicati alle coperture nel Gran Premio degli Stati Uniti d'America e nel precedente Gran Premio di Città del Messico, durante la seconda sessione di prove libere del venerdì estesa per mezz'ora.
Alla vigilia della gara, sorgono dubbi riguardo la partecipazione del pilota britannico della McLaren, Lando Norris. Si sospetta che esso sia stato vittima di un’intossicazione alimentare. Egli resta a riposo nella giornata del giovedì e salta il tradizionale appuntamento con la conferenza stampa. La squadra britannica fa sapere di avere, come pilota di riserva, quello della Mercedes campione 2020-2021 di Formula E e 2019 di Formula 2, l'olandese Nyck de Vries, che ha già sostituito nel corso della stagione Alexander Albon alla Williams, facendo il suo debutto in un Gran Premio di Formula 1, a partire dalla terza sessione di prove libere del sabato del Gran Premio d'Italia in quanto al thailandese gli fu rilevata un'appendicite. Norris prende poi regolarmente parte al Gran Premio.
Alcuni piloti, tra cui il francese dell'AlphaTauri Pierre Gasly, il thailandese della Williams Alexander Albon e il finlandese dell'Alfa Romeo Valtteri Bottas, prima della gara dichiarano di sperare che il sistema dei punti di penalità venga modificato in modo che solo la guida giudicata pericolosa sia punita con i punti. Gasly, che ha ricevuto punti di penalità sulla superlicenza nelle ultime tre gare in Giappone, negli Stati Uniti d'America e due settimane prima a Città del Messico, è a rischio squalifica di una gara avendo accumulato dieci punti. Lo stop forzato scatta al raggiungimento del dodicesimo punto di penalità nell'arco di dodici mesi. Il francese sarebbe il primo pilota a saltare una corsa fin da quando il sistema a punti è stato introdotto nella stagione 2014.
Il pilota statunitense di Formula 2 per il team britannico Carlin Motorsport, Logan Sargeant, e di riserva della scuderia britannica Williams, prende il posto del thailandese Alexander Albon, nel corso della sessione di prove libere del sabato, utilizzando il numero 45. Per Sargeant è il terzo schieramento in stagione dopo aver preso parte alla prima sessione di prove libere del venerdì del Gran Premio degli Stati Uniti d'America al posto del canadese Nicholas Latifi, utilizzando lo stesso numero, e nel corso della stessa sessione del precedente Gran Premio di Città del Messico, sempre al posto di Albon e sempre con lo stesso numero in uso. A partire da questo campionato, secondo il regolamento sportivo, tutte le dieci squadre iscritte al campionato hanno l'obbligo di schierare, durante le sessioni di prove libere, almeno due piloti giovani. Le squadre hanno un numero prestabilito di sessioni nelle quali schierare dei giovani debuttanti. È la prima volta che in un weekend di gara caratterizzato dal formato della Sprint un pilota di riserva prende parte a una sessione di prove libere sostituendone un altro titolare.
Per questo Gran Premio, come il precedente, la FIA designa il tedesco Niels Wittich quale direttore di gara. L'ex pilota di Formula 1, il britannico Derek Warwick, è nominato commissario aggiunto per la gara. Ha svolto già in passato tale funzione, l'ultima al Gran Premio di Singapore. È la casa automobilistica inglese Aston Martin, come nella gara precedente, a fornire la safety car e la medical car.

## Prove

### Resoconto
Sergio Pérez ottiene la migliore prestazione, nelle prove libere del venerdì. La Red Bull Racing ha voluto dedicare questa sessione prima alla ricerca del tempo sul giro, poi agli assetti per la gara. Alle spalle del messicano si è classificato Charles Leclerc, che è riuscito a battere l'altro pilota della scuderia austriaca, Max Verstappen. I primi tre piloti sono racchiusi in otto millesimi. Sainz Jr. è quarto, staccato di un paio di decimi, ma migliore, per un millesimo, di Lewis Hamilton. La Ferrari ha testato tutte e tre le tipologie di gomme previste per la gara, mentre Hamilton si è concentrato sull'utilizzo delle gomme a mescola media. Ha completato regolarmente la sessione Lando Norris, pur debilitato da un'intossicazione alimentare. Il pilota della McLaren è stato anche protagonista di un'incomprensione in pista con Sainz Jr., con i due che hanno sfiorato la collisione.
Esteban Ocon è in testa alla lista dei tempi della seconda sessione del sabato. Il francese dell'Alpine ha preceduto Pérez e Russell. La Red Bull Racing ha dimostrato maggiore competitività con l'utilizzo delle gomme medie e nel passo di gara. Anche Russell si è dimostrato rapido sul giro secco, ma ha palesato qualche problema nella ricerca dell'assetto di gara, con l'utilizzo delle coperture a mescola dura. Sono risultate meno rapide le Ferrari, che però hanno dimostrato di poter sfruttare bene le gomme morbide, pensate per la Sprint del pomeriggio.
L'Aston Martin è stata multata di 200 euro da parte della Federazione in quanto Lance Stroll ha superato il limite di velocità stabilito nella corsia dei box.

### Risultati
Nella sessione del venerdì si è avuta questa situazione:
| Pos | Nº | Pilota          | Costruttore          | Tempo    | Gap    | Giri |
| --- | -- | --------------- | -------------------- | -------- | ------ | ---- |
| 1   | 11 | Sergio Pérez    | Red Bull Racing-RBPT | 1'11"853 |        | 29   |
| 2   | 16 | Charles Leclerc | Ferrari              | 1'11"857 | +0"004 | 31   |
| 3   | 1  | Max Verstappen  | Red Bull Racing-RBPT | 1'11"861 | +0"008 | 28   |

Nella sessione del sabato si è avuta questa situazione:
| Pos | Nº | Pilota         | Costruttore          | Tempo    | Gap    | Giri |
| --- | -- | -------------- | -------------------- | -------- | ------ | ---- |
| 1   | 31 | Esteban Ocon   | Alpine-Renault       | 1'14"604 |        | 28   |
| 2   | 11 | Sergio Pérez   | Red Bull Racing-RBPT | 1'14"788 | +0"184 | 36   |
| 3   | 63 | George Russell | Mercedes             | 1'14"916 | +0"312 | 31   |

## Qualifiche

### Resoconto
Prima delle qualifiche, sulla vettura di Kevin Magnussen e Mick Schumacher viene installata l'ottava unità relativa all'impianto di scarico. Entrambi i piloti della Haas non sono penalizzati sulla griglia di partenza in quanto i nuovi componenti installati rientrano tra quelli utilizzabili nel numero massimo stabilito dal regolamento tecnico.
A causa della pioggia che ha bagnato la pista nelle ore precedenti le qualifiche, i piloti decidono di affrontare la sessione con gomme da bagnato intermedio, anche se Sainz Jr. giudica l'asfalto già piuttosto asciutto, in un messaggio via radio. Charles Leclerc si pone presto al comando della sessione, portandosi anche sotto il minuto e diciannove secondi. Alle sue spalle si porta prima Norris, poi Yuki Tsunoda e, infine Pierre Gasly. Sainz Jr. chiude il suo giro a 0"165 dal suo compagno di team, prima che Verstappen batta il monegasco (1'18"495). Poco dopo Norris si intercala fra i due ferraristi, così come Ocon. Sergio Pérez è secondo, mentre Fernando Alonso è capace di migliorare il tempo di Verstappen. L'olandese riprende presto il comando, mentre Magnussen sale in terza posizione, prima che il suo tempo venga annullato per aver superato i limiti del tracciato. L'altro pilota della Haas, Mick Schumacher conferma la bontà della monoposto, salendo lui in terza posizione. In seguito è Hamilton a posizionarsi al vertice, con 1'18"051. Gasly è il primo pilota a passare alle gomme slick. Il suo esempio è seguito anche da McLaren e Ferrari, che però poi desistono, dopo aver visto i tempi non entusiasmanti del francese, nel primo settore. In realtà le gomme si scaldano rapidamente, tanto che il pilota dell'AlphaTauri abbassa il limite, fino a 1'17"626. Nel giro seguente Gasly si migliora ancora, portandosi a 1'16"557, con Alexander Albon secondo, battuto in seguito da Norris. Sale secondo George Russell. Ricciardo risale quinto, prima che Alonso torni al comando (1'16"177). Il tempo dello spagnolo è battuto da Nicholas Latifi, a sua volta battuto ancora da Norris. Sale in piazza d'onore Verstappen, in seguito preceduto nuovamente da Russell. A un minuto dal termine della sessione entrambe le Ferrari sono in zona eliminazione. Sainz Jr. progredisce in terza posizione, mentre Leclerc trova del traffico nel suo tentativo, ed è costretto a puntare tutto sull'ultimo giro veloce. Gasly e Ocon rimontano nelle prime cinque posizioni, Magnussen è settimo, mentre Albon scala addirittura al comando, con 1'14"324. Pérez è quinto, battuto però da Daniel Ricciardo; anche Leclerc ottiene un tempo sufficiente per non essere eliminato. Alonso riprende la miglior prestazione di sessione (1'13"542), prima che il suo tempo venga migliorato da Lewis Hamilton, a sua volta battuto da Norris. Vengono eliminati Latifi, Zhou, Bottas, Tsunoda e Schumacher.
L'imminente arrivo della pioggia costringe i piloti ad affrontare subito la pista, in Q2. Verstappen segna il primo tempo di riferimento, in 1'11"670, con Lando Norris capace di fare meglio del campione del mondo. Terzo è Sainz Jr., che precede Gasly, Ocon e Leclerc. Russell è solo nono, mentre Alonso scala terzo, giusto davanti ad Albon. Leclerc non fa meglio del quinto tempo, mentre Hamilton non si migliora, e resta tredicesimo. Quando la pioggia inizia a fare la sua comparsa sulla pista, Magnussen chiude il suo tentativo col quarto tempo. In seguito Fernando Alonso si pone al comando, con 1'11"394. Il tempo del pilota dell'Alpine è battuto da Verstappen. Leclerc è terzo, superato da Russell, in seguito. Anche Hamilton fa meglio del monegasco, mentre la pioggia aumenta d'intensità. Ciò non impedisce a Vettel di migliorare, portando Sainz Jr. in zona di eliminazione. Leclerc rimonta secondo, poi Russell scala terzo. Con l'ultimo giro Sainz Jr. risale secondo, facendo uscire Gasly e Vettel dai primi dieci. Magnussen migliora, in settima posizione. Non accedono alla fase conclusiva Albon, Gasly, Vettel, Ricciardo e Stroll.
Le previsione annunciano ancora la possibilità dell'arrivo di precipitazioni. In Ferrari vengono fatte due scelte strategiche diverse: Leclerc monta gomme da bagnato intermedio, mentre Sainz Jr. utilizza le gomme slick. Il monegasco è costretto, al termine del suo giro di lancio, a rientrare ai box, per montare gomme da asciutto, nella speranza che la pioggia non renda inutile questo cambiamento. Pérez chiude il primo giro in 1’15"601, mentre Kevin Magnussen coglie 1'11"674. Verstappen è secondo, davanti a Russell e Norris, ma il pilota della Mercedes esce di pista, costringendo a interrompere le qualifiche. Quando la sessione riprende la pioggia è più intensa, e solo Pérez affronta il tracciato, su gomme da bagnato intermedio. Il messicano non completa il giro, visto che le condizioni della pista rendono impossibile migliorare i tempi. Effettua un tentativo anche Hamilton, desistendo, come Pérez.
Kevin Magnussen conquista la prima pole position in carriera fin dal suo debutto in Formula 1 nella stagione 2014 con la scuderia britannica McLaren, al centoquarantesimo Gran Premio nella categoria, il terzo margine più ampio nella storia del mondiale prima di ottenere la pole position, dopo Pérez e Sainz Jr., che hanno conquistato per la prima volta la prima piazza in carriera in questa stagione. Il pilota della Haas, al centesimo Gran Premio con la scuderia statunitense, è il centoseiesimo pilota differente nella storia del mondiale a ottenere la partenza al palo, il primo di nazionalità danese nella storia della categoria, la ventiquattresima nazione a rappresentare un pilota in prima posizione, oltre a essere il sesto pilota diverso a conquistare la pole position in stagione dopo Leclerc, Verstappen, Sainz Jr., Pérez e Russell. Magnussen si era qualificato quarto nella Q3 del Gran Premio dell'Emilia-Romagna, ma il risultato non è contato come la partenza più alta di sempre della Haas visto la disputa della Sprint, valevole per la formazione della griglia di partenza del Gran Premio. Il danese è il settantaduesimo più vecchio pilota nella storia della categoria a siglare una pole position, a 30 anni, un mese e otto giorni. Per la scuderia statunitense è l'ottenimento della prima posizione in qualifica per la prima volta nella propria storia fin dal debutto del costruttore nella stagione 2016, la quarantunesima diversa scuderia a ottenere la partenza al palo, la quarta del campionato dopo la Ferrari, la Red Bull Racing e la Mercedes. La Haas ottiene la pole position nel centoquarantatreesimo Gran Premio, la striscia più lunga per un costruttore, battendo la serie di ottantasette gare dell'ex scuderia britannica BAR con la pole position di Jenson Button nel Gran Premio di San Marino 2004, oltre a essere il primo costruttore statunitense a conquistare la pole position per la prima volta dall'ex scuderia Shadow nel Gran Premio di Gran Bretagna 1975. Per la prima volta dal Gran Premio d'Italia 2008 un motore della Ferrari coglie la pole position su una vettura diversa da quella della casa di Maranello. Verstappen, secondo, non ottiene la partenza dalla prima casella in un weekend di gara caratterizzato dal formato della Sprint per la prima volta in stagione, mentre Russell è qualificato nelle prime tre posizioni per il secondo Gran Premio di fila dopo il precedente di Città del Messico. Norris, quarto, completa la seconda fila tutta britannica. È anche il miglior risultato per la McLaren in qualifica dal quarto posto sempre di Norris nel Gran Premio d'Ungheria. Sainz Jr. si riconferma quinto in qualifica dopo essere partito nella stessa posizione nel precedente Gran Premio di Città del Messico, mentre Ocon, sesto, alla prima apparizione in Q3 all'Autódromo José Carlos Pace, si qualifica meglio di Alonso, settimo, solamente per la seconda volta nelle ultime sei gare. Hamilton, ottavo, inizia la Sprint dodici posizioni avanti rispetto alla ventesima posizione dell'edizione 2021 della gara, a causa di una squalifica in quanto l'alettone posteriore che permetteva l'utilizzo del Drag Reduction System non risultò conforme al regolamento tecnico quando il dispositivo era in funzione. Il britannico è stato a meno di un decimo dell'essere eliminato in Q2. Leclerc, decimo, parte dalla stessa posizione in cui Hamilton vinse l'edizione precedente e inaugurale della gara, mentre Albon, undicesimo, manca l'accesso al Q3 per 0"044, dopo aver mancato l'approdo alla stessa fase per 0"027 nel corso del Gran Premio degli Stati Uniti d'America. È stata la nona volta nelle ultime tredici gare che la Williams si è qualificata almeno alla Q2. Gasly, dodicesimo, manca l'approdo al Q3 all'Autódromo José Carlos Pace per la prima volta dall'edizione 2017 del Gran Premio del Brasile, mentre per Zhou, diciassettesimo, è stata la prima eliminazione in Q1 dal Gran Premio di Francia. Bottas, diciottesimo, è eliminato per la quarta volta in Q1 nelle ultime otto gare, mentre Schumacher, ventesimo, è risultato il pilota più lento in qualifica per la terza volta in campionato. Magnussen e la Haas ottengono la prima pole position della storia, oltre a essere la prima nel Gran Premio di San Paolo e in un appuntamento corso in Brasile, ma entrambi non hanno la garanzia di partire in prima posizione alla luce della disputa della Sprint, che stabilisce l'ordine di partenza del Gran Premio. Il danese parte in prima posizione nella Sprint nel giorno del settantesimo compleanno del proprietario della scuderia, Gene Haas. Con Hamilton ottavo, Pérez nono e Leclerc decimo, tre dei primi cinque in classifica piloti sono risultati i più lenti della Q3. Per la prima volta dalla stagione 1979 il campionato vede quattro nuovi piloti artefici della pole position. Oltre a Magnussen, hanno conquistato la prima posizione Pérez, Sainz Jr. e Russell. All'epoca furono Jean-Pierre Jabouille, Gilles Villeneuve, Alan Jones e René Arnoux. Solo nel 1968 ci furono cinque nuovi piloti diversi in pole position, tra i quali Chris Amon, Jochen Rindt, Jacky Ickx, Mario Andretti e Jo Siffert. Tutti i dieci attuali team di Formula 1 hanno festeggiato almeno una pole position nella loro storia, con l'Alfa Romeo che conquistò la sua unica partenza al palo quando correva come BMW Sauber. È stata la seconda pole position per una vettura motorizzata Ferrari che non fosse proprio quella di Maranello, per la prima volta dalla partenza in prima posizione di Vettel con la scuderia denominata Toro Rosso nel Gran Premio d'Italia 2008. Per la prima volta in stagione, sei team diversi occupano le prime sei caselle in griglia, situazione che non succedeva dal Gran Premio del Belgio 2021. Per la prima volta dal 1956, due piloti dello stesso team sono primo e ultimo in qualifica senza che ci siano penalità, o incidenti.
Il tempo fatto segnare durante le qualifiche da Kevin Magnussen è stato cancellato dai commissari sportivi per non aver rispettato i limiti della pista alla curva 8.

### Risultati
Nella sessione di qualifica si è avuta questa situazione:
| Pos                         | Nº | Pilota           | Costruttore                  | Q1       | Q2       | Q3          | Griglia |
| --------------------------- | -- | ---------------- | ---------------------------- | -------- | -------- | ----------- | ------- |
| 1                           | 20 | Kevin Magnussen  | Haas-Ferrari                 | 1'13"954 | 1'11"410 | 1'11"674    | 1       |
| 2                           | 1  | Max Verstappen   | Red Bull Racing-RBPT         | 1'13"625 | 1'10"881 | 1'11"877    | 2       |
| 3                           | 63 | George Russell   | Mercedes                     | 1'14"427 | 1'11"318 | 1'12"059    | 3       |
| 4                           | 4  | Lando Norris     | McLaren-Mercedes             | 1'13"106 | 1'11"377 | 1'12"263    | 4       |
| 5                           | 55 | Carlos Sainz Jr. | Ferrari                      | 1'14"680 | 1'10"890 | 1'12"357    | 5       |
| 6                           | 31 | Esteban Ocon     | Alpine-Renault               | 1'14"663 | 1'11"587 | 1'12"425    | 6       |
| 7                           | 14 | Fernando Alonso  | Alpine-Renault               | 1'13"542 | 1'11"394 | 1'12"504    | 7       |
| 8                           | 44 | Lewis Hamilton   | Mercedes                     | 1'13"403 | 1'11"539 | 1'12"611    | 8       |
| 9                           | 11 | Sergio Pérez     | Red Bull Racing-RBPT         | 1'13"613 | 1'11"456 | 1'15"601    | 9       |
| 10                          | 16 | Charles Leclerc  | Ferrari                      | 1'14"486 | 1'10"950 | senza tempo | 10      |
| 11                          | 23 | Alexander Albon  | Williams-Mercedes            | 1'14"324 | 1'11"631 | N.D.        | 11      |
| 12                          | 10 | Pierre Gasly     | AlphaTauri-RBPT              | 1'14"371 | 1'11"675 | N.D.        | 12      |
| 13                          | 5  | Sebastian Vettel | Aston Martin Aramco-Mercedes | 1'13"597 | 1'11"678 | N.D.        | 13      |
| 14                          | 3  | Daniel Ricciardo | McLaren-Mercedes             | 1'14"931 | 1'12"140 | N.D.        | 14      |
| 15                          | 18 | Lance Stroll     | Aston Martin Aramco-Mercedes | 1'14"398 | 1'12"210 | N.D.        | 15      |
| 16                          | 6  | Nicholas Latifi  | Williams-Mercedes            | 1'15"095 | N.D.     | N.D.        | 16      |
| 17                          | 24 | Zhou Guanyu      | Alfa Romeo-Ferrari           | 1'15"197 | N.D.     | N.D.        | 17      |
| 18                          | 77 | Valtteri Bottas  | Alfa Romeo-Ferrari           | 1'15"486 | N.D.     | N.D.        | 18      |
| 19                          | 22 | Yuki Tsunoda     | AlphaTauri-RBPT              | 1'16"264 | N.D.     | N.D.        | 19      |
| 20                          | 47 | Mick Schumacher  | Haas-Ferrari                 | 1'16"361 | N.D.     | N.D.        | 20      |
| Tempo limite 107%: 1'18"223 |    |                  |                              |          |          |             |         |

In grassetto sono indicate le migliori prestazioni in Q1, Q2 e Q3.

## Sprint

### Resoconto
Solo Max Verstappen e Nicholas Latifi decidono di partire con gomme medie, mentre tutti gli altri optano per le gomme a mescola soft.
In partenza Magnussen mantiene il comando, davanti a Verstappen e Russell. Più dietro le due Alpine rischiano il contatto, mentre Sainz Jr. ha la meglio su Lando Norris. La lotta tra Verstappen e Russell permette a Magnussen di ampliare il margine, anche se già nel terzo giro l'olandese passa a condurre la gara. Il pilota della Haas viene superato, nel quarto giro, anche da Russell e Sainz Jr.. Due giri dopo anche Lewis Hamilton prende la posizione a Magnussen. Il danese, lento rispetto ai piloti che lo seguono, resiste, comunque, fino al nono giro a Sergio Pérez. Al dodicesimo giro Russell lotta con Verstappen, lo supera, ma deve cedere ancora la posizione.
La battaglia tra i primi due si fa molto intensa, e questo permette sia a Carlos Sainz Jr. che a Lewis Hamilton di avvicinarsi molto al duo di vetta. George Russell supera Verstappen al quindicesimo giro. Nello stesso passaggio Magnussen cede a Charles Leclerc. Russell amplia presto il vantaggio su Verstappen, penalizzato dalla scelta iniziale delle gomme. L'olandese deve ora difendersi da Sainz Jr. e Hamilton, sempre molto ravvicinati. Lo spagnolo prende la seconda piazza al diciannovesimo giro. Poco dopo Verstappen deve cedere anche a Hamilton. Il campione del mondo deve anche gestire ora l'alettone anteriore, danneggiato da Sainz Jr., al momento del sorpasso. Negli ultimi giri si vede avvicinato anche dal compagno di team, Pérez, che chiede al team di poter passare, ma senza successo.
George Russell vince la prima Sprint in carriera e ottiene la partenza in prima posizione del Gran Premio. Il pilota britannico della Mercedes è il terzo pilota differente a vincere questa sessione, dopo Verstappen e Bottas, fin da quando essa ha debuttato nel campionato mondiale nella precedente stagione. Russell è il secondo diverso pilota in stagione a trionfare in una Sprint dopo le due vittorie ottenute da Verstappen in quelle disputate nei Gran Premi d'Emilia-Romagna e d'Austria. Russell parte in prima posizione per la seconda volta in carriera, dopo la pole position ottenuta nel Gran Premio d'Ungheria. La Mercedes, alla seconda partenza in prima posizione in stagione dopo quella dello stesso Russell nel Gran Premio d'Ungheria, si riconferma partente al palo nel Gran Premio di San Paolo per la seconda edizione consecutiva della gara, dopo che Bottas, vincendo la Sprint anche dell'edizione precedente e inaugurale del Gran Premio, ottenne la prima posizione di partenza, all'epoca riconosciuta come pole position. Il costruttore tedesco ottiene la prima vittoria in una sessione di gara del campionato per la prima volta dalla prima edizione del Gran Premio d'Arabia Saudita con Hamilton, oltre a conquistare la settima partenza della propria storia davanti a tutti in un Gran Premio disputato in Brasile. Il costruttore tedesco occupa la prima fila per la prima volta in stagione visto che Hamilton, terzo classificato, parte secondo alla luce della penalità di Sainz Jr.. Per l'ex campione del mondo è anche la prima partenza in prima fila dell'anno. Verstappen termina quarto, ma parte terzo per via della penalità di Sainz Jr., dalla stessa posizione in cui vinse la prima edizione del Gran Premio di Miami. Solamente tre piloti all'Autódromo José Carlos Pace hanno vinto partendo terzi, ovvero Ayrton Senna nel Gran Premio del Brasile 1993, Michael Schumacher in quello del 2000 e Kimi Räikkönen in quello del 2007 dove vinse il titolo piloti con la Ferrari. La seconda fila è tutta appannaggio della Red Bull Racing col quarto posto di Pérez visto la penalità di Sainz Jr., dopo aver terminato la Sprint in quinta posizione. Il messicano è partito quarto anche nell'edizione precedente e inaugurale della gara. Leclerc parte quinto, senza essere mai partito meglio della sesta posizione in un Gran Premio disputato in Brasile, mentre Norris è sesto, per la settima volta in stagione dalla terza fila dello schieramento. Sainz Jr., secondo classificato, è settimo in griglia per via della penalità, avendo terminato a podio dall'ultima posizione di partenza sul circuito brasiliano nell'edizione 2019 del Gran Premio del Brasile. Magnussen, nonostante l'ottenimento della prima pole position in carriera in qualifica, parte in ottava posizione. Vettel parte nono, eguagliando il miglior risultato di partenza ottenuto nei Gran Premi di Monaco, d'Azerbaigian e del Giappone, mentre Gasly parte decimo in quel che è la prima partenza tra i primi dieci dal Gran Premio di Singapore, quattro gare fa. Ricciardo parte undicesimo, posizione di partenza per la terza volta nelle ultime quattro gare, mentre Schumacher, dodicesimo classificato, guadagna otto posizioni dopo essere partito in ultima posizione visto il ventesimo posto di qualificazione. Alonso, quindicesimo all'arrivo della sessione, e che doveva partire diciottesimo per via della penalità, parte diciassettesimo per la penalità inflitta a Tsunoda, con le sue due peggiori posizioni di partenza delle ultime quindici gare in entrambi i weekend di gara caratterizzati dal formato della Sprint, nel Gran Premio dell'Emilia-Romagna e nel Gran Premio d'Austria. Albon parte ultimo, avendo mancato l'accesso al Q3 delle qualifiche per 0"044. La Mercedes occupa la prima fila con entrambe le vetture per la prima volta in stagione e per l'ottantatreesima volta nella propria storia, segnando un nuovo record, superando di una lunghezza la Ferrari, per la prima volta dalla prima edizione del Gran Premio d'Arabia Saudita. La Haas ha condotto almeno un giro in una sessione di gara per la prima volta fin dal debutto nella categoria nel 2016.
Al termine della Sprint, Pierre Gasly viene convocato dai commissari sportivi per non aver rispettato le istruzioni stabilite dalla direzione gara, guidando lentamente durante i giri di ricognizione prima di schierarsi sulla griglia di partenza. Il pilota francese dell'AlphaTauri riceve un avvertimento. Esteban Ocon e Fernando Alonso vengono convocati in quanto lo spagnolo ha causato una collisione con il francese in fase di duello. Alonso viene penalizzato di cinque secondi sul tempo di gara e di due punti sulla superlicenza. Lo spagnolo, quindicesimo all'arrivo, scala in diciottesima posizione. I commissari sportivi decidono di non infliggere sanzioni dopo aver notato che durante la procedura di partenza diversi piloti non hanno rispettato il corretto posizionamento della vettura nella propria casella in griglia di partenza, dopo essere stata misurata e risultata più piccola del normale, situazione resa difficoltosa per la visibilità dei piloti prima di prendere le proprie posizioni.
È stato cancellato un tempo dai commissari sportivi ai piloti per non aver rispettato i limiti della pista, durante la Sprint. Se l'è visto cancellare Max Verstappen alla curva 4.

### Risultati
I risultati della Sprint sono i seguenti:
| Pos | Nº | Pilota           | Costruttore                  | Giri | Tempo/Ritiro | Griglia | Punti | Griglia |
| --- | -- | ---------------- | ---------------------------- | ---- | ------------ | ------- | ----- | ------- |
| 1   | 63 | George Russell   | Mercedes                     | 24   | 30'11"307    | 3       | 8     | 1       |
| 2   | 55 | Carlos Sainz Jr. | Ferrari                      | 24   | +3"995       | 5       | 7     | 7       |
| 3   | 44 | Lewis Hamilton   | Mercedes                     | 24   | +4"492       | 8       | 6     | 2       |
| 4   | 1  | Max Verstappen   | Red Bull Racing-RBPT         | 24   | +10"494      | 2       | 5     | 3       |
| 5   | 11 | Sergio Pérez     | Red Bull Racing-RBPT         | 24   | +11"855      | 9       | 4     | 4       |
| 6   | 16 | Charles Leclerc  | Ferrari                      | 24   | +13"133      | 10      | 3     | 5       |
| 7   | 4  | Lando Norris     | McLaren-Mercedes             | 24   | +25"624      | 4       | 2     | 6       |
| 8   | 20 | Kevin Magnussen  | Haas-Ferrari                 | 24   | +28"768      | 1       | 1     | 8       |
| 9   | 5  | Sebastian Vettel | Aston Martin Aramco-Mercedes | 24   | +30"218      | 13      |       | 9       |
| 10  | 10 | Pierre Gasly     | AlphaTauri-RBPT              | 24   | +34"170      | 12      |       | 10      |
| 11  | 3  | Daniel Ricciardo | McLaren-Mercedes             | 24   | +39"395      | 14      |       | 11      |
| 12  | 47 | Mick Schumacher  | Haas-Ferrari                 | 24   | +41"159      | 20      |       | 12      |
| 13  | 24 | Zhou Guanyu      | Alfa Romeo-Ferrari           | 24   | +41"763      | 17      |       | 13      |
| 14  | 77 | Valtteri Bottas  | Alfa Romeo-Ferrari           | 24   | +42"338      | 18      |       | 14      |
| 15  | 22 | Yuki Tsunoda     | AlphaTauri-RBPT              | 24   | +50"306      | 19      |       | PL      |
| 16  | 18 | Lance Stroll     | Aston Martin Aramco-Mercedes | 24   | +50"700      | 15      |       | 15      |
| 17  | 31 | Esteban Ocon     | Alpine-Renault               | 24   | +51"756      | 6       |       | 16      |
| 18  | 14 | Fernando Alonso  | Alpine-Renault               | 24   | +53"985      | 7       |       | 17      |
| 19  | 6  | Nicholas Latifi  | Williams-Mercedes            | 24   | +1'16"850    | 16      |       | 18      |
| Rit | 23 | Alexander Albon  | Williams-Mercedes            | 12   | Sottoscocca  | 11      |       | 19      |

## Gara

### Resoconto
Prima della gara, sulla vettura di Yuki Tsunoda viene sostituito il fondo della vettura, l'alettone anteriore e posteriore. Il pilota dell'AlphaTauri, partente quindicesimo, prende il via dalla pit lane in quanto i nuovi componenti sono diversi da quelli originariamente utilizzati, con modifiche alla messa a punto delle sospensioni.
Optano per la gomma media, al via, Leclerc, Sainz Jr., Magnussen, Schumacher, Stroll, Alonso, Latifi e Tsunoda, che parte dalla pit lane. Tutti gli altri utilizzano gomme soft, ad eccezione di Albon, che usa la mescola dura. Russell mantiene il comando della gara, seguono Lewis Hamilton, Max Verstappen, Sergio Pérez, Norris e le due Ferrari. Nel corso del primo giro Daniel Ricciardo colpisce la vettura di Kevin Magnussen, che va in testacoda e, ancora piroettando, colpisce proprio la McLaren dell'australiano. Entrambi sono costretti al ritiro, e la direzione di corsa, per liberare il tracciato, invia in pista la safety car. Alla ripartenza agonistica Verstappen attacca Hamilton alla curva 2, le due vetture vanno a contatto. Verstappen è costretto ai box, mentre Hamilton scende in ottava posizione. Sempre nello stesso giro anche Charles Leclerc cerca di sorpasso su Norris, i due si toccano. Ha la peggio il ferrarista che finisce fuori pista, colpisce le barriere, ma può proseguire la gara, anche se è costretto a fermarsi ai box, per il cambio del musetto. Al nono giro Sainz Jr. prende la posizione a Norris, mentre Hamilton effettua un doppio sorpasso su Gasly e Schumacher.
Russell, dopo tredici giri, gode di un vantaggio di poco più di un secondo su Pérez, mentre Sainz Jr., terzo, è staccato di oltre tre secondi. Subito dietro ci sono Norris, Vettel e Hamilton. Tra il quattordicesimo e il quindicesimo giro Hamilton recupera due posizioni. Al diciassettesimo passaggio Norris cede anche a Sebastian Vettel. Il primo dei piloti di testa a fermarsi per il cambio delle gomme è Sainz Jr., al diciottesimo giro. Lo spagnolo è costretto a fermarsi perché una visiera a strappo è finita nella presa d'aria dei freni, provocando un surriscaldamento. Pérez, in crisi con le gomme, si ferma al ventiquattresimo giro. Russell si ferma un giro dopo, ma rientra in pista davanti al messicano. Valtteri Bottas prende la settima posizione a Gasly, mentre Hamilton, ora al comando, effettua la sua sosta al trentesimo giro. Dopo la sosta del britannico la classifica è comandata da Russell, davanti a Pérez, Sainz Jr., Hamilton e Alonso. Lo spagnolo dell'Alpine si ferma dopo 36 giri, per la sua seconda sosta. La lentezza del cambio gomme lo fa allontanare dalla zona dei punti. Poco dopo anche Sainz Jr. effettua la sua seconda sosta: il ferrarista monta gomme medie, e scala di una sola posizione, alle spalle di Hamilton.
Dopo 41 giri Russell comanda con otto secondi di margine su Pérez, dieci su Lewis Hamilton, e quasi 17 su Sainz Jr.. Quinto è Bottas, davanti a Vettel, Esteban Ocon e Norris. Bottas, Vettel e Norris si fermano al quarantasettesimo giro, per il cambio gomme. Due giri dopo è il turno per Pérez, che monta ora le mescole medie), Hamilton, su pneumatici soft, e Ocon. Il leader della gara, George Russell, attende il cinquantesimo giro. Resta al comando del Gran Premio, precedendo Sainz Jr., Hamilton e Pérez. Al cinquantatreesimo giro Lando Norris ferma la sua monoposto, per un problema tecnico, a bordo pista. Prima viene stabilito il regime di virtual safety car, poi entra in pista la vettura di sicurezza. Sainz Jr., nel frattempo, è ai box, per montare gomme soft. Lo spagnolo scala quarto e, in regime di vettura di sicurezza, affianca Pérez. Alle spalle di Sainz c'è ora Leclerc. Quando la gara riprende nella sua valenza agonistica le due Mercedes non si attaccano, mentre Sainz Jr. cerca, senza successo, di passare Pérez. Dietro Alonso prima gode di strada libera da parte del compagno di scuderia Ocon, poi supera Bottas, e si installa in sesta posizione. Il pilota dell'Alfa Romeo cederà la posizione anche a Ocon e Verstappen, nei giri successivi. Tra il sessantatreesimo e il sessantacinquesimo giro Pérez, nuovamente con gomme problematiche, viene passato sia dalla due Ferrari che da Alonso. Due giri dopo il messicano è superato anche dal compagno di scuderia Verstappen.
George Russell vince il primo Gran Premio in carriera all'età di 24 anni, 8 mesi e 29 giorni, nell'ottantunesima gara in Formula 1, il diciannovesimo pilota più giovane a trionfare nella categoria, il centotredicesimo differente nel mondiale e il ventesimo di nazionalità britannica, al primo successo con la Mercedes, nella ventiduesima gara con il costruttore tedesco, confermando la vittoria ottenuta nella Sprint. Russell è il quinto vincitore diverso della stagione dopo Leclerc, Verstappen, Pérez e Sainz Jr., trionfante all'Autódromo José Carlos Pace nello stesso circuito dove debuttò in una sessione ufficiale durante il Gran Premio del Brasile 2017 con l'ex scuderia denominata Force India durante la prima sessione di prove libere, e termina una striscia di tre successi consecutivi di Verstappen a partire dal Gran Premio del Giappone, dove l'olandese conquistò il secondo titolo piloti di fila. Per la Mercedes è il primo successo in stagione, il centoventicinquesimo in totale, per la prima volta dalla prima edizione del Gran Premio d'Arabia Saudita con Hamilton, il terzo costruttore diverso a vincere in stagione dopo la Ferrari e la Red Bull Racing, e alla cinquantanovantesima doppietta nel mondiale. Per il team di Brackley è il sesto successo complessivo in un Gran Premio disputato il Brasile, eguagliando le vittore della Williams, confermandosi vincitore per la seconda edizione consecutiva del Gran Premio di San Paolo dopo il successo nella prima e inaugurale del 2021, sempre con Hamilton. È la prima doppietta in più di due anni per la Mercedes dalla prima edizione del Gran Premio dell'Emilia-Romagna, dove trionfò Hamilton davanti a Bottas, nonché la prima doppietta in una gara con due piloti di nazionalità britannica dal Gran Premio del Canada 2010, dove vinse sempre Hamilton con la McLaren davanti a Jenson Button. La Mercedes termina una striscia di nove successi di fila appannaggio della Red Bull Racing, record per la scuderia austriaca, iniziata nel Gran Premio di Francia, e per l'undicesima stagione consecutiva il costruttore tedesco vince almeno un Gran Premio in stagione, dopo quindici podi stagionali. Hamilton termina secondo per la terza gara consecutiva e per la quinta volta durante il campionato, senza ancora aver ottenuto un successo in stagione, nel giorno del suo trecentonovesimo Gran Premio in carriera, superando il tedesco Michael Schumacher con 308 partecipazioni e eguagliando le gare del connazionale Button, al quarto posto generale nella storia della categoria, dietro al brasiliano Rubens Barrichello con 326, al finlandese Kimi Räikkönen con 353 e allo spagnolo dell'Alpine Fernando Alonso con 357. Sainz Jr., terzo, ottiene il nono podio dell'anno. Per lo spagnolo è stato propriamente il primo podio dopo quello ereditato nel Gran Premio del Brasile 2019 dopo una penalità inflitta a Hamilton. Leclerc ottiene il quarto posto, adesso secondo nel mondiale piloti con 290 punti, gli stessi di Pérez, nella lotta per la seconda posizione nella classifica piloti, con una gara al termine. Il messicano, settimo all'arrivo, e terzo quando mancavano nove giri alla fine della gara, è stato superato dal compagno di scuderia Verstappen, sesto, nelle fasi finali del Gran Premio, il quale gli ha costato il secondo posto nella classifica generale ai danni del monegasco, dopo che Pérez gli è finito davanti nella Sprint. Per Verstappen la sesta posizione è stato il peggior risultato sul circuito brasiliano fin da quando ha debuttato con la Red Bull Racing nel campionato 2016. Alonso termina quinto e eguaglia il miglior risultato stagionale per la terza volta in campionato, dopo essere partito diciassettesimo, mentre Ocon, ottavo, termina in questa posizione per la seconda gara di fila dopo quella di Città del Messico, e per la seconda edizione consecutiva del Gran Premio di San Paolo dopo quella inaugurale del 2021. L'Alpine ottiene punti con entrambe le vetture in due delle ultime quattro gare. Bottas, nono, ottiene punti per la seconda gara di fila, dopo non averne conquistati nelle dieci precedenti gare, mentre Stroll termina decimo per la sesta volta in stagione. Entrambe le McLaren sono ritirate per la prima volta dal Gran Premio di Monaco 2017, l'ultima gara nella categoria di Button. Magnussen, dopo l'ottenimento della prima pole positionin carriera, è ritirato nel corso del primo giro dopo una collisione con Ricciardo. Per il danese della Haas i due ritiri nel corso del primo giro sono avvenuti in collisioni rispettivamente con una McLaren e con Ricciardo, nel 2017 e in questo campionato. Verstappen conduce la classifica piloti con il margine più alto mai ottenuto sul secondo e sul terzo, Pérez, suo compagno di squadra, e Leclerc, distanziati entrambi di 139 punti. È anche il distacco più ampio mai registrato nella storia del mondiale quando manca un Gran Premio alla conclusione del campionato. L'olandese aggiorna il record del maggior numero di punti ottenuti in una singola stagione, 429. Leclerc e Pérez affrontano il Gran Premio di Abu Dhabi, l'ultima prova del campionato, appaiati a 290 punti nella lotta per il secondo posto. Per la seconda edizione consecutiva della gara una posizione del podio è decisa nell'ultima gara dopo che l'anno precedente Verstappen e Hamilton, in lotta per il titolo, ebbero gli stessi 369,5 punti prima dell'atto conclusivo. Per la prima volta nella storia del mondiale, l'inno britannico God Save the King viene suonato per un pilota o costruttore vincitore, in questo caso il pilota Russell. Precedentemente veniva esibito come God Save the Queen, prima della scomparsa della regina Elisabetta II del Regno Unito avvenuta nel mese di settembre.
Sono stati cancellati cinque tempi dai commissari sportivi ai piloti per non aver rispettato i limiti della pista, durante la gara. Si sono visti cancellare il tempo tre volte Lance Stroll (tutte le volte alla curva 4), una volta Lewis Hamilton (alla curva 4) e Sebastian Vettel (alla curva 4).

### Risultati
I risultati del Gran Premio sono i seguenti:
| Pos | Nº | Pilota           | Costruttore                  | Giri | Tempo/Ritiro                | Griglia | Punti |
| --- | -- | ---------------- | ---------------------------- | ---- | --------------------------- | ------- | ----- |
| 1   | 63 | George Russell   | Mercedes                     | 71   | 1h38'34"044                 | 1       | 26    |
| 2   | 44 | Lewis Hamilton   | Mercedes                     | 71   | +1"529                      | 2       | 18    |
| 3   | 55 | Carlos Sainz Jr. | Ferrari                      | 71   | +4"051                      | 7       | 15    |
| 4   | 16 | Charles Leclerc  | Ferrari                      | 71   | +8"441                      | 5       | 12    |
| 5   | 14 | Fernando Alonso  | Alpine-Renault               | 71   | +9"561                      | 17      | 10    |
| 6   | 1  | Max Verstappen   | Red Bull Racing-RBPT         | 71   | +10"056                     | 3       | 8     |
| 7   | 11 | Sergio Pérez     | Red Bull Racing-RBPT         | 71   | +14"080                     | 4       | 6     |
| 8   | 31 | Esteban Ocon     | Alpine-Renault               | 71   | +18"690                     | 16      | 4     |
| 9   | 77 | Valtteri Bottas  | Alfa Romeo-Ferrari           | 71   | +22"552                     | 14      | 2     |
| 10  | 18 | Lance Stroll     | Aston Martin Aramco-Mercedes | 71   | +23"552                     | 15      | 1     |
| 11  | 5  | Sebastian Vettel | Aston Martin Aramco-Mercedes | 71   | +26"183                     | 9       |       |
| 12  | 24 | Zhou Guanyu      | Alfa Romeo-Ferrari           | 71   | +29"325                     | 13      |       |
| 13  | 47 | Mick Schumacher  | Haas-Ferrari                 | 71   | +29"899                     | 12      |       |
| 14  | 10 | Pierre Gasly     | AlphaTauri-RBPT              | 71   | +31"867                     | 10      |       |
| 15  | 23 | Alexander Albon  | Williams-Mercedes            | 71   | +36"016                     | 19      |       |
| 16  | 6  | Nicholas Latifi  | Williams-Mercedes            | 71   | +37"038                     | 18      |       |
| 17  | 22 | Yuki Tsunoda     | AlphaTauri-RBPT              | 70   | +1 giro                     | PL      |       |
| Rit | 4  | Lando Norris     | McLaren-Mercedes             | 50   | Cambio                      | 6       |       |
| Rit | 20 | Kevin Magnussen  | Haas-Ferrari                 | 0    | Collisione con D. Ricciardo | 8       |       |
| Rit | 3  | Daniel Ricciardo | McLaren-Mercedes             | 0    | Collisione con K. Magnussen | 11      |       |

George Russell riceve un punto addizionale per aver segnato il giro più veloce della gara.

## Classifiche mondiali

### Piloti
| Pos | Pilota           | Punti |
| --- | ---------------- | ----- |
| 1   | Max Verstappen   | 429   |
| 2   | Charles Leclerc  | 290   |
| 3   | Sergio Pérez     | 290   |
| 4   | George Russell   | 265   |
| 5   | Lewis Hamilton   | 240   |
| 6   | Carlos Sainz Jr. | 234   |
| 7   | Lando Norris     | 113   |
| 8   | Esteban Ocon     | 86    |
| 9   | Fernando Alonso  | 81    |
| 10  | Valtteri Bottas  | 49    |
| 11  | Sebastian Vettel | 36    |
| 12  | Daniel Ricciardo | 35    |
| 13  | Kevin Magnussen  | 25    |
| 14  | Pierre Gasly     | 23    |
| 15  | Lance Stroll     | 14    |
| 16  | Mick Schumacher  | 12    |
| 17  | Yuki Tsunoda     | 12    |
| 18  | Zhou Guanyu      | 6     |
| 19  | Alexander Albon  | 4     |
| 20  | Nicholas Latifi  | 2     |
| 21  | Nyck de Vries    | 2     |

### Costruttori
| Pos | Costruttore                  | Punti |
| --- | ---------------------------- | ----- |
| 1   | Red Bull Racing-RBPT         | 719   |
| 2   | Ferrari                      | 524   |
| 3   | Mercedes                     | 505   |
| 4   | Alpine-Renault               | 167   |
| 5   | McLaren-Mercedes             | 148   |
| 6   | Alfa Romeo-Ferrari           | 55    |
| 7   | Aston Martin Aramco-Mercedes | 50    |
| 8   | Haas-Ferrari                 | 37    |
| 9   | AlphaTauri-RBPT              | 35    |
| 10  | Williams-Mercedes            | 8     |

## Decisioni della FIA
Al termine della gara, Kevin Magnussen e Daniel Ricciardo vengono convocati dai commissari sportivi a seguito di una collisione tra i due piloti in fase di duello, nel corso del primo giro. Ricciardo viene penalizzato di tre posizioni e di due punti sulla superlicenza del successivo Gran Premio di Abu Dhabi. L'Alfa Romeo viene convocata dopo che un membro della scuderia svizzera si è trovato coinvolto durante un pit stop del pilota tedesco della Haas, Mick Schumacher, al sopraggiungere della vettura nella corsia dei box. Il costruttore viene multato di 1 000 euro da parte della Federazione.

## Polemiche dopo la gara
La gara è stata segnata da polemiche sugli ordini di squadra della Red Bull. Con il pilota messicano Sergio Pérez perdente terreno dopo la ripartenza della gara al termine del periodo di neutralizzazione della safety car, la scuderia ha permesso al suo compagno di squadra, l'olandese Max Verstappen, di sorpassarlo per cercare il sorpasso sull'Alpine di Alonso. Dopo aver fallito il sorpasso, Verstappen ha ricevuto dal suo ingegnere Gianpiero Lambiase l'ordine di restituire la posizione a Pérez, per aiutare quest'ultimo nella lotta con il pilota della Ferrari Charles Leclerc per il secondo posto nella classifica piloti; Verstappen ha però rifiutato di cedere la posizione e ha detto a Lambiase di non chiedergli di fare di nuovo una cosa del genere, affermando di avere le sue ragioni per sfidare tali ordini, e che aveva già discusso di tali ragioni con la squadra.
Dopo la fine della gara, Pérez ha espresso la sua frustrazione al team principal Christian Horner, affermando che Verstappen ha mostrato chi è veramente e ha anche detto ai media che l'olandese ha vinto due campionati grazie al suo aiuto. Horner e il dirigente sportivo della scuderia Helmut Marko hanno espresso la loro disapprovazione per la decisione di Verstappen di sfidare gli ordini del team e lo hanno avvertito che ha bisogno di aiutare Pérez a riconquistare il secondo posto in campionato nella gara finale, il Gran Premio di Abu Dhabi. Alla domanda dei media sull'incidente, Verstappen ha rifiutato di rilasciare qualsiasi commento. Alla vigilia dell'ultima gara, la Red Bull Racing rilascia un comunicato in cui ammette di aver fatto degli errori nella gestione degli ordini di scuderia durante la gara.